# Schakal
«Schakal» es el título del primer sencillo del grupo de metal gótico Lacrimosa, extraído del álbum Inferno creado a principios de la época de los años 1990 por Tilo Wolff.

## Detalles
En la portada del disco aparece una foto modificada de Tilo Wolff, vocalista del grupo, cargando en brazos a Anne Nurmi, que recién ingresaba al grupo. Tilo es personificado como un vampiro, haciendo referencia a Drácula.
En este álbum aparecen las siguientes canciones:
1.- Schakal (Edit Version): Comienza con la voz de Anne Nurmi recitando algunas palabras en finés.
2.- Schakal (Piano Version): En esta versión se cambia la introducción de Anne Nurmi por una interpretación instrumental de piano.
3.- Vermächtnis der Sonne (Akustik Version): La versión acústica de la canción "El legado del Sol" sin arreglos, introducida posteriormente en el siguiente álbum Inferno.
4.- Seele in Not (Metus Mix): Una versión reeditada de Seele in Not en sencillos y ediciones especiales, apareciendo por primera vez en una demostración llamada "Clamor", luego renombrada como "Angst" y lanzada por la discográfica Hall of Sermon, como el primer álbum de Lacrimosa.